# -stan
Le suffixe toponymique -stan (ou -sthan) désigne un lieu en persan. Il apparaît dans de nombreux noms de pays ou région d'Asie centrale et d'Asie du sud.

## Étymologie
Le suffixe -stan (écrit ـستان dans l'alphabet arabe, -stān) désigne un lieu en persan. Le terme est apparenté au pachto -tun et à son équivalent indo-aryen -sthāna (स्थान en devanagari, prononcé st̪ʰaːna), un suffixe sanskrit à la signification similaire. Dans les langues indo-aryennes, sthāna signifie « lieux ». Ce terme provient de l'indo-européen *steh₂-, « se tenir ». Parmi les termes dérivés de cette étymologie figurent le latin status, l'anglais to stand (« se tenir »), l'allemand Stadt (« ville »), le néerlandais stad (« ville ») ou dans certaines langues slaves (bosnien, croate, serbe) stan (« appartement »).
Le suffixe apparaît dans le nom de nombreuses régions, particulièrement en Asie centrale ou en Asie du Sud, où les anciens peuples indo-iraniens se sont établis. Il peut aussi avoir un usage plus large, comme dans les mots persans et ourdous rigestan (ريگستان), « lieu de sable, désert », ou golestan (گلستان), « lieu de roses, jardin de roses », ou comme dans l'hindi ou le sanskrit devasthan (देवस्थान), « lieu de devas, temple », etc.

## Utilisation

### Pays

#### Noms en français
- Afghanistan (« pays des Afghans »)
- Kazakhstan (« pays des Kazakhs »)
- Kirghizistan (« pays des Kirghizes »)
- Ouzbékistan (« pays des Ouzbeks »)
- Pakistan (« pays des purs »)
- Tadjikistan (« pays des Tadjiks »)
- Turkménistan (« pays des Turkmènes »)

#### Autonymes
- Hayastan (Հայաստան, « pays d'Haïk »), nom de l'Arménie en arménien
- Iriston (Ирыстон, de Aryi + -stan), nom de l'Ossétie en ossète
- Canuckistan (« pays des Canucks »), nom argotique canadien

### Régions

#### Plusieurs pays et régions
- Baloutchistan (« pays des Baloutches »), région partagée entre l'Iran, l'Afghanistan et le Pakistan
- Bantoustan : nom de régions créées durant la période d'apartheid en Afrique du Sud et au Sud-Ouest africain, réservé aux populations noires. Le terme est forgé à partir du terme bantou bantu (« peuple »), adjoint du suffixe « -stan » par analogie avec les pays d'Asie centrale.
- Frangistan ou Frankestan (« pays des Francs »), ancien terme perse et musulman pour désigner l'Europe de l'Ouest ou chrétienne
- Dravidistan (en), nom pour une proposition de pays regroupant les locuteurs de langues dravidiennes, principalement pendant les années 1940-1960
- Hindoustan (dérivé de Sindhu, ancien nom de l'Indus), ancien terme désignant le sous-continent indien
- Kouhistan (« pays montagneux »), région à cheval sur l'Afghanistan, l'Iran et le Pakistan, ayant donné son nom à plusieurs lieux
- Kurdistan (« pays des Kurdes »), zone de culture kurde s'étendant sur l'Irak, l'Iran, la Syrie et la Turquie
- Lazistan (« pays des Lazes »), ancien sandjak ottoman en Colchide, dans le Caucase
- Mogholistan (« pays des Mongols »), ancien khanat partagé aujourd'hui entre le Kirghizstan, la Chine, l'Ouzbékistan, le Tadjikistan et le Kazakhstan
- Ouïghourstan ou Turkestan oriental, terme controversé pour les régions ouïghoures du nord-ouest de la Chine, actuel Xinjiang
- Sistan ou Sakastan (« pays des Sakas »), régions d'Afghanistan et du Pakistan habitées par les Scythes ou Sakas au IIe siècle
- Seistan (dérivé de Sakastan), région frontalière de l'Afghanistan, de l'Iran et du Pakistan
- Tabaristan, région historique de la côte sud de la mer Caspienne
- Talyshistan (« pays des Talysh »), région ethnolinguistique du sud-est du Caucase et du nord-ouest de l'Iran
- Tokharestan (« pays des Tokhariens »), autre nom de la Bactriane
- Turkestan (« pays des Turcs »), région d'Asie centrale
- Yaghistan (en) (« pays des rebelles et de l'hostilité »), ancienne région frontalière clé entre l'Afghanistan et l'Inde britannique.

- Zabolistan, région historique d'Afghanistan et d'Iran autour de la ville de Zabol

#### Afghanistan
En Afghanistan :
- Kaboulistan (en), région historique d'Afghanistan centré autour de l'actuelle province de Kaboul
- Kafiristan (« pays des Kafirs, infidèles »), nom historique du Nourestân avant la conversion de ses habitants à l'Islam
- Nourestân (« pays de la lumière »), province

#### Inde
- Rajasthan : État d'Inde

#### Iran
- Provinces d'Iran :
  - Golestan (« pays des fleurs »)
  - Khuzestan (ou Khouzistan, ou Khouzestan, ou Arabistan, « pays des Khuzes »)
  - Kurdistan (« pays des Kurdes »)
  - Lorestan (« pays des Lors »)
  - Seistan-o-Balouchestan (Seistan dérive de Sakastan, « pays des Sakas» ; Balouchestan signifie « pays des Baloutches »)

- Autres lieux :
  - Ardestan, ville de la province d'Ispahan
  - Baharestan, quartier de Téhéran ayant accueilli le parlement du pays au XXe siècle
  - Sarvestan (« pays des cèdres »), capitale de la province de Fars
  - Takestan (« pays des vignes »), ville de la province de Qazvin
  - Tangestan (en), plusieurs régions d'Iran :
    - Tangestan (en), village de la province d'Ispahan
    - Tangestan (en), village de la province d'Ispahan
    - Bangestan (en) (ou Tangestan), village du Khouzistan
    - Préfecture du Tangestan (en), département de la province de Bushehr

#### Ouzbékistan
En Ouzbékistan :
- Goulistan (« jardin des fleurs ») : capitale de la province de Syr-Daria ;
- Karakalpakstan (« pays des Karakalpaks »), république autonome ;
- Régistan (« lieux sablonneux »), ancien cœur des villes de Samarcande (Régistan) et de Boukhara (Régistan).

#### Pakistan
- Subdivisions du Pakistan :
  - Gilgit-Baltistan (« pays des Baltits ») ou Territoires du Nord, territoire
  - Baloutchistan, province
  - Districts :
    - Gulistan (en), Baloutchistan
    - Kohistan, Khyber Pakhtunkhwa
    - Waziristan du Nord et Waziristan du Sud, régions tribales

- Régions au Pakistan :
  - Balawaristan (en) (« pays des Balawars ») ou Boloristan, ancien nom du Gilgit-Baltistan
  - Baloristan, région du Gilgit-Baltistan
  - Cholistan (dérivé du turc Chol, « désert »), désert du Pendjab
  - Waziristan (« pays des Wazirs »), dans les régions tribales
  - Talibanistan (« pays des Talibans »), nom donné aux régions frontalières du nord-ouest du Pakistan sous contrôle ou influence des Talibans pakistanais.

#### Russie
En Russie, le suffixe se retrouve dans le nom des républiques suivantes :
- Bachkortostan (« pays des Bachkirs ») : autre nom de la Bachkirie
- Daghestan (« pays des montagnes », le terme turc dağ signifiant « montagne »)
- Tatarstan (« pays des Tatars »)

### Fictifs

#### Bande dessinée
- Bananastan : dictature dans Popeye.
- Banichistan : région autonome située entre l'Afghanistan et le Pakistan dans la série XIII, à partir de l'épisode L'Appât, d'Yves Sente, Youri Jigounov et Bérangère Marquebreucq.
- Ekidistan : région du Pendjab où Picsou et ses neveux découvrent la cité perdue de Shambhala, dans Le Trésor des dix avatars de Don Rosa (1996).
- Foussurlagueulistan : capitale d'un pays en guerre civile, dans un album de Titeuf de 2006, Mes meilleurs copains, p. 16, pl. L'Invité de derrière moi, de Zep.
- Komenvatustan : région d'origine d'un maharadjah qui se lance dans un concours de statue de Cornélius Écoutum avec Picsou pour montrer qui est le plus riche du monde, dans La guerre des statues de Carl Barks (1952).
- Nonobstant et Tibestan : parodies respectives du Kazakhstan et du Tibet dans Lovely Planet, série de bande dessinée de Téhem.
- Orchidhistan : royaume où se déroule l'action de Natty, d'Éric Corbeyran, Melvil et Kness (2008)[3].

#### Cinéma
- Azmenistan : dans Expendables 3.
- Bangistan (en) : pays donnant son titre à une comédie bollywoodienne (2015).
- Kreplachistan : pays de Austin Powers 2 : L'Espion qui m'a tirée
- Taboulistan : minuscule pays, dont le seul atout de notoriété est d'avoir inventé le taboulé, dans Vive la France, film de Michaël Youn.

#### Littérature
- Ardistan et Dschinnistan (traduit en Djinnistan, pays des djinns) : pays asiatiques dans la série de romans Ardistan und Dschinnistan (de), de l'Allemand Karl May, entre 1907 et 1909.
- Dschinnistan (de), recueil de contes de Christoph Martin Wieland, publiés entre 1786 et 1789.
- Darujhistan : ville dans Gardens of the Moon (en), roman de Steven Erikson, dans sa série Le Livre des Martyrs.
- Dzerstan : plaine où les chevaux font craquer leurs chevilles sur des pierres grisâtres, connue pour ses liqueurs opalescentes dans le roman L'Itinéraire de Parhan au château d'Alamut et au-delà de Dominique Bromberger (1978).
- Farghestan : région dans Le rivage des Syrtes, roman de Julien Gracq.
- Koulastan : cité vivant sous le joug du démon R'mel dans le roman L'Itinéraire de Parhan au château d'Alamut et au-delà de Dominique Bromberger.

#### Jeu vidéo
- Adjikistan : pays d'Asie centrale dans SOCOM: U.S. Navy SEALs - Combined Assault.
- Obristan : pays dans le jeu Papers, Please, développé par Lucas Pope.
- Urzikstan : pays dans les jeux de la saga Call of Duty.

#### Télévision
- Belgistan : pays du Moyen-Orient, dans l'anime mecha Gasaraki.
- Yédzénistan : pays dans le dessin animé Inspecteur Gadget

#### Expérience
- Dirtybiologistan[4] : pays issu d'une expérience sociale collaborative organisée par le vidéaste Léo Grasset.

### Actualité
- Londonistan : nom donné à la fin des années 1990 par les services secrets français aux réseaux islamistes jihadistes, qui avaient alors pignon sur rue à Londres.
- Helvétistan : surnom donné aux pays de la CEI regroupés derrière la Suisse lors de l'entrée de ce groupe de pays au FMI.

### Vocabulaire
- Absurdistan : lieu où l’absurde règne en maitre ; synonyme d'absurdie.
- Plouquistan ou Ploukistan : formé sur plouc, pays ou région fictive, habitée par les ploucs ; désignation péjorative de la région la plus rustre ou paysanne d'un pays.

### Autres
- Autistan : organisation non gouvernementale visant à expliquer, représenter et préserver le monde mental des autistes et l’autisme[5] ;
- bimaristan : hôpital perse ;
- Péristan[6] ou Peristan[7] (« pays des Péris ») : pays légendaire de la mythologie perse, demeure des péris.